# 鄭沛 (明朝)
鄭沛（？—1603年），字原甫，号渭初，福建德化县三班硕杰人，明朝政治人物。進士出身。

## 生平
神宗万历二十二年順天府鄉試第十八名舉人，二十六年（1598年），登戊戊科二甲四十一名进士，刑部觀政，次年任户部主事，二十九年管崇文門税课，三十一年卒。